# Auelgau

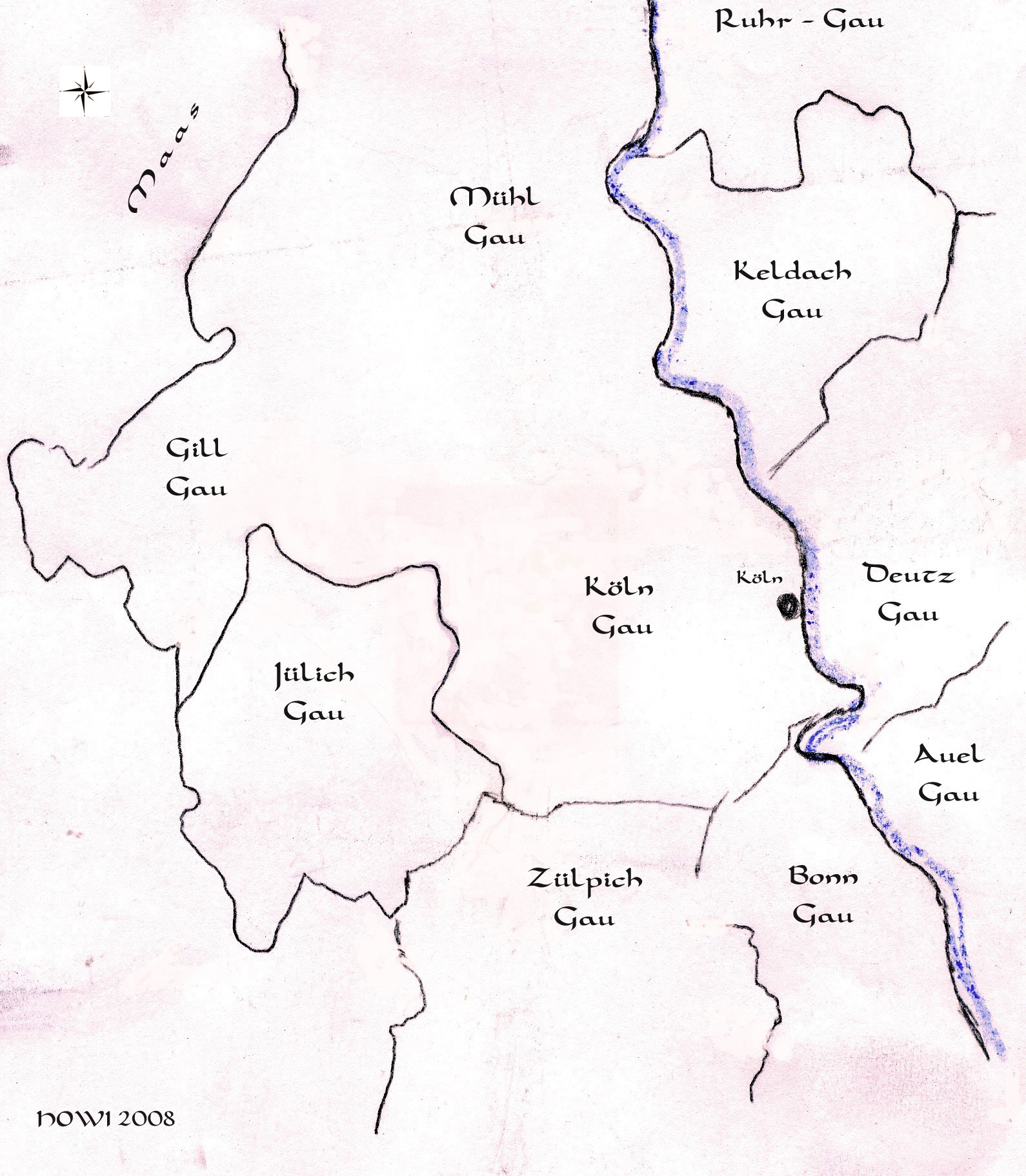
Köln und seine Nachbargaue (Grenzen zu Gill- und Mühlgau sind unklar)

Der Auelgau (auch Avalgau) ist eine geografische Bezeichnung für einen mittelalterlichen Verwaltungsbezirk im Bereich des heutigen Rhein-Sieg-Kreises und darüber hinaus (z. B. Hamm).

## Namensgebung
Eine Au(e) ist heute im Rhein-Sieg-Kreis und im süddeutschen Raum eine feuchte Uferwiese (vgl. Flussaue). Das Wort stammt aus dem Germanischen und ist über die indogermanische Ursprache u. a. mit lateinisch aqua („Wasser“) verwandt. Die Au oder das Auel ist dementsprechend eine Insel oder wasserreiches Land. In alten Schriftstücken wird oft auwel geschrieben, da das w ähnlich dem u halbvokalisch verwendet wurde.

## Urkundliche Erwähnung
Geschichtlich wurde der Auelgau als Gebiet erstmals 722/723 als aualgawe erwähnt, als im Bonner Traditionskodex von cassele die Rede ist. Eine zweite Erwähnung findet er 832 bei einer Schenkung an das Bonner Cassiusstift, in der Rheidt als dort liegend genannt wird.

### Grafschaft
948 wurde erstmals eine Grafschaft Auelgau mit einem Herrschernamen verbunden: Graf Hermann. Er war ein Getreuer des Königs. Vom Herrschaftsgebiet ausgenommen waren die Gebiete der Reichsgüter und Flecken kirchlicher Besitzungen.
996 wurde Pfalzgraf Hermann Pusillus genannt, der von Aachen aus während der Herrschaft der Ottonen das alte Lothringen verwaltete. Hermann beaufsichtigte auch die Grafschaft Auelgau und nahm hier Sitz auf dem Michaelsberg.
Pfalzgraf Hermann vererbte das Gebiet des Auelgaus seinem Sohn Ezzo, dem Begründer des Geschlechts der Ezzonen. Ezzo verwaltete auch den Bonngau und den Ruhrgau. Sein Bruder Hezelin, was ebenfalls von Heinrich abgeleitet ist, erhielt den Zülpichgau und vermutlich den Eifelgau.
Da Ezzos Söhne andere Positionen bekleideten, ging der Auelgau nach seinem Tod an Heinrich, einen Sohn Hezelins. Ezzos Sohn Hermann hatte aber als Erzbischof von Köln die wichtige Tomburg bei Rheinbach und die Abtei Brauweiler an das Erzbistum Köln übereignet. Dessen Nachfolger Erzbischof Anno von Köln erwarb daraufhin weitere Güter der Ezzonen. In der Folge kam es zu einem Krieg zwischen dem Erzbischof und den Ezzonen, der letztlich mit der Übereignung des Michaelsbergs an das Erzbistum endete. Dieses wandelte die konkurrierende Burg 1066 in ein Kloster um.

### Grafen im Auelgau aus der Familie der Ezzonen
- Hermann I., 922/948 Graf im Auelgau
- Eberhard II., 953 Graf im Auelgau, † 966, dessen Sohn
- Gottfried, 966/970 Graf im Auelgau, dessen Bruder
- Hermann Pusillus, 996 Graf im Auelgau, † 996, Neffe Hermanns I.
- Ezzo (Erenfried), † 1034, Sohn des Hermann Pusillus

### Nachfolger
Rechtsnachfolger der Ezzonen waren nach einer Urkunde der Siegburger Abtei von 1139 die zuvor in den Süden abgedrängten Grafen von Sayn. 1182 waren sie im Neusser Vergleich bereits als Grafen genannt. Beherrschend war aber das Erzbistum. Nach dem Tode von Heinrich III. von Sayn wurde der Auelgau durch die Herrschaften Blankenberg und Löwenburg beherrscht, die nach und nach an die Grafen von Berg fielen.
Der Begriff Auelgau wurde später für ein etwa deckungsgleiches Gebiet der Kirchenverwaltung wiederverwendet.

## Lage

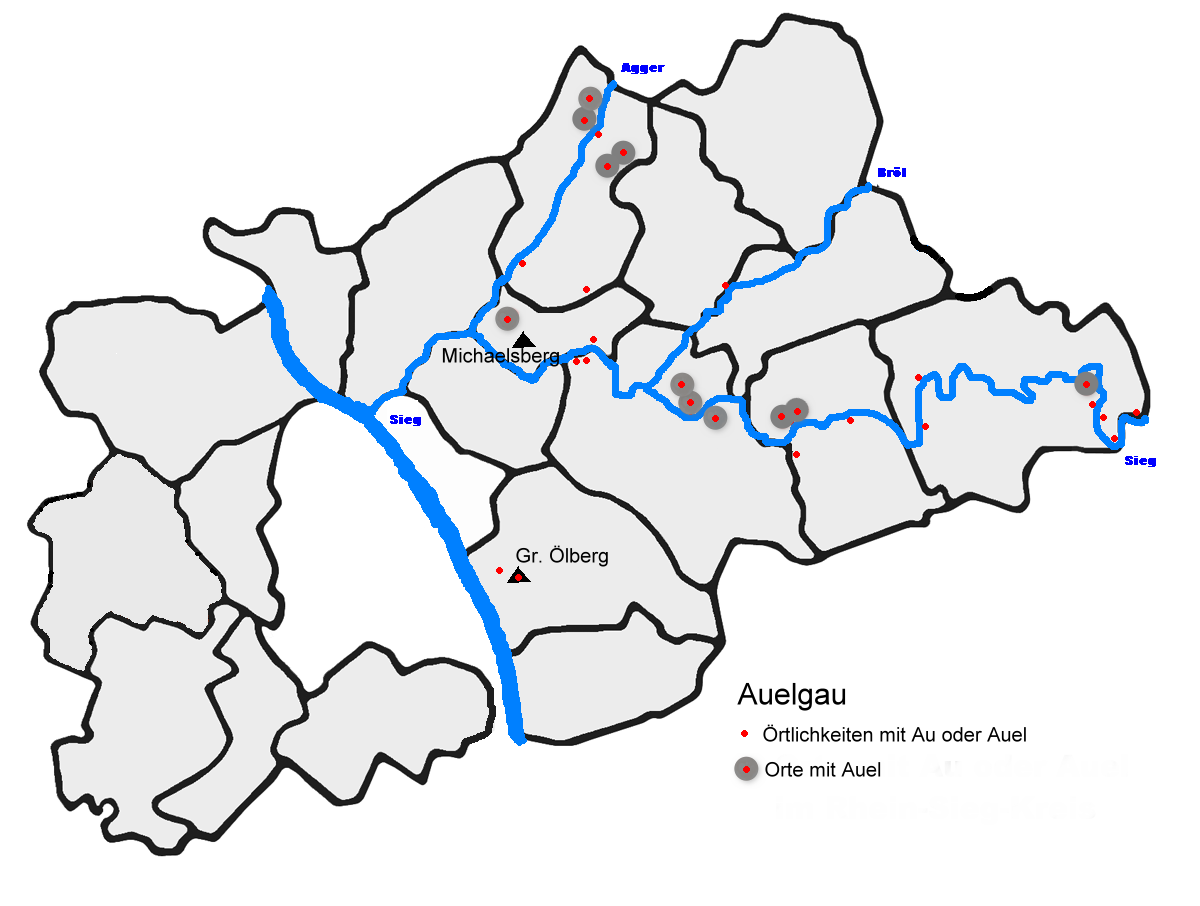
Die Verteilung der Ortsbezeichnungen Au und Auel im Rhein-Sieg-Kreis

Neben den erwähnten Siedlungsnamen im Mündungsgebiet der Sieg sind die früheren Grenzen nicht festzulegen, da es viel freien Siedlungsraum gab. Westlich lag der Rhein mit dem Bonngau, entfernt südlich der Engersgau, östlich sächsisches Siedlungsgebiet, nordwestlich der Deutzgau, weiter nordöstlich der Westfalengau.

### Rhein-Sieg-Kreis
Die Bezeichnung Auel oder kurz Au ist im Rhein-Sieg-Kreis heute noch oft als Orts- oder Straßennamen vorhanden, meist an der Sieg und an der Agger:
- Stadt Hennef: Aue, Siegaue, Auel, Oberauel, Bülgenauel an der Sieg
- Stadt Lohmar: Auelsweg in Lohmar, Gut Rosauel, Rosaueler Weg, Aueler Hof und Schloß Auel an der Agger in Wahlscheid, Aggeraueler Weg und Tournisauel in Agger, Krebsauel und Krebsaueler Straße sowie Schachenauel und Schachenaueler Straße in Neuhonrath, Ingersauel und Ingersaueler Mühle am Naafbach sowie Auenweg in Birk
- Stadt Siegburg: die Ortsteile Aulgasse (zur Agger führend) und Kaldauen (an der Sieg)
- Gemeinde Eitorf: Schützenau, Lützgenauel, Bourauel und Im Auel an der Sieg
- Gemeinde Much: Bernsaueler Berg am Wahnbach
- Gemeinde Neunkirchen-Seelscheid: der Ortsteil Ingersau an der Bröl
- Gemeinde Ruppichteroth: Ingersaueler Hof an der Bröl
- Gemeinde Windeck: Sonnenau, In der Au, Im Äulchen, Zum Krummauel, Mauel, Obernau, Gansau, Au und Opperzau

### Nördlich
- Stadt Overath: Wiesenauel, Im Auel und der Ortsteil Bernsau an der Agger

### Östlich
In der an den Rhein-Sieg-Kreis angrenzenden Verbandsgemeinde Hamm gibt es die Ortsbezeichnungen Oppertsau an der Sieg, Herrgottsau und Nisterau an der Nister.